# Malmea cuspidata
Espèce
Statut de conservation UICN

 VU D2 : Vulnérable
Malmea cuspidata est une espèce de plantes à fleurs de la famille des Annonaceae endémique du Pérou.

## Publication originale
- Notizblatt des Botanischen Gartens und Museums zu Berlin-Dahlem 11: 78. 1931.